# Idalia Kasprzyk
Idalia Kasprzyk – polska botaniczka, profesor nauk ścisłych i przyrodniczych, prorektor Uniwersytetu Rzeszowskiego. 

## Życiorys
Idalia Kasprzyk ukończyła w 1992 biologię na Uniwersytecie Jagiellońskim. Doktorat z nauk biologicznych uzyskała na UJ w 1998 na podstawie napisanej pod kierunkiem Kazimierza Szczepanka dysertacji Analiza dobowych zawartości pyłku wybranych taksonów roślin w powietrzu z 5 stanowisk w Polsce w 1995–1996 roku. Habilitowała się na Uniwersytecie Pedagogicznym w Krakowie w 2012 na podstawie dorobku naukowego, w tym monografii Analiza szeregów czasowych sezonów pyłkowych z Rzeszowa (SE Polska) w latach 1997–2005 w odniesieniu do fenologii. W 2020 uzyskała tytuł naukowy profesora nauk ścisłych i przyrodniczych.
Zawodowo związana z Uniwersytetem Rzeszowskim, gdzie wykłada w Kolegium Nauk Przyrodniczych, Instytucie Biologii i Biotechnologii (wcześniej na Wydziale Biologiczno-Rolniczym, Katedrze Biologii Środowiska). Objęła funkcję prorektor ds. Kolegium Nauk Przyrodniczych w kadencji 2020–2024. Wcześniej pełniła funkcję dziekan Nauk Ścisłych, Przyrodniczych i Rolniczych.
W 2017 za zasługi w działalności na rzecz rozwoju nauki została odznaczona Srebrnym Krzyżem Zasługi. W 2019 wyróżniona tytułem Lidera Uniwersytetu Rzeszowskiego.